# 天首科技发展股份
内蒙古天首科技发展股份有限公司（老三板：400151，简称：天首5；深交所除牌前：000611，简称：天首退），曾用名内蒙古敕勒川科技发展股份有限公司、内蒙古四海科技股份有限公司，是中国深圳证券交易所的一家上市公司，主营业务范围为仪器仪表及文化、办公用机械制造业。
2011年，该公司主营业务收入为163309745.94元，公司净利润为5848741.79元，公司总资产为641079295.95元。